# Gianmauro Dell'Olio
Gianmauro Dell'Olio (Bari, 7 marzo 1968) è un politico italiano. Già senatore della Repubblica nella XVIII legislatura, dal 9 novembre 2022 è Vicepresidente della Vª Commissione Bilancio, Tesoro e Programmazione della Camera dei Deputati.

## Biografia
Laureato in economia aziendale, inizia la sua carriera presso una multinazionale americana nel settore della consulenza di direzione, divenendo Senior Associate.
Dopo diverse esperienze all’estero torna a Bari dove attualmente risiede e svolge la professione di commercialista e consulente aziendale.
Attività politica
Attivista dal 2009, si candida per la prima volta nelle liste del Movimento 5 Stelle alle elezioni comunali di Bari del 2014 dove raccoglie solo 87 preferenze non risultando eletto. Alle elezioni politiche del 2018 viene eletto al Senato della Repubblica nel collegio uninominale di Bari con il 46,52% dei voti (121.706 preferenze). 
Dal 21 Giugno 2018 al 12 ottobre 2022 è stato membro della 5ª Commissione permanente (Bilancio) del Senato della Repubblica.
Alle elezioni politiche del 2022 viene   ricandidato dal  Movimento 5 Stelle quale capolista per la Camera dei Deputati nel collegio plurinominale Puglia - 02 risultando eletto.
Dal 9 novembre 2022 è Vicepresidente della Vª Commissione Bilancio, Tesoro e Programmazione della Camera dei Deputati.
Durante la XIX Legislatura viene nominato componente della Commissione parlamentare di vigilanza sulla Cassa Depositi e Prestiti, risultando essere uno dei quattro parlamentari in rappresentanza della Camera dei Deputati.